# Jürgen Borchert (Jurist)

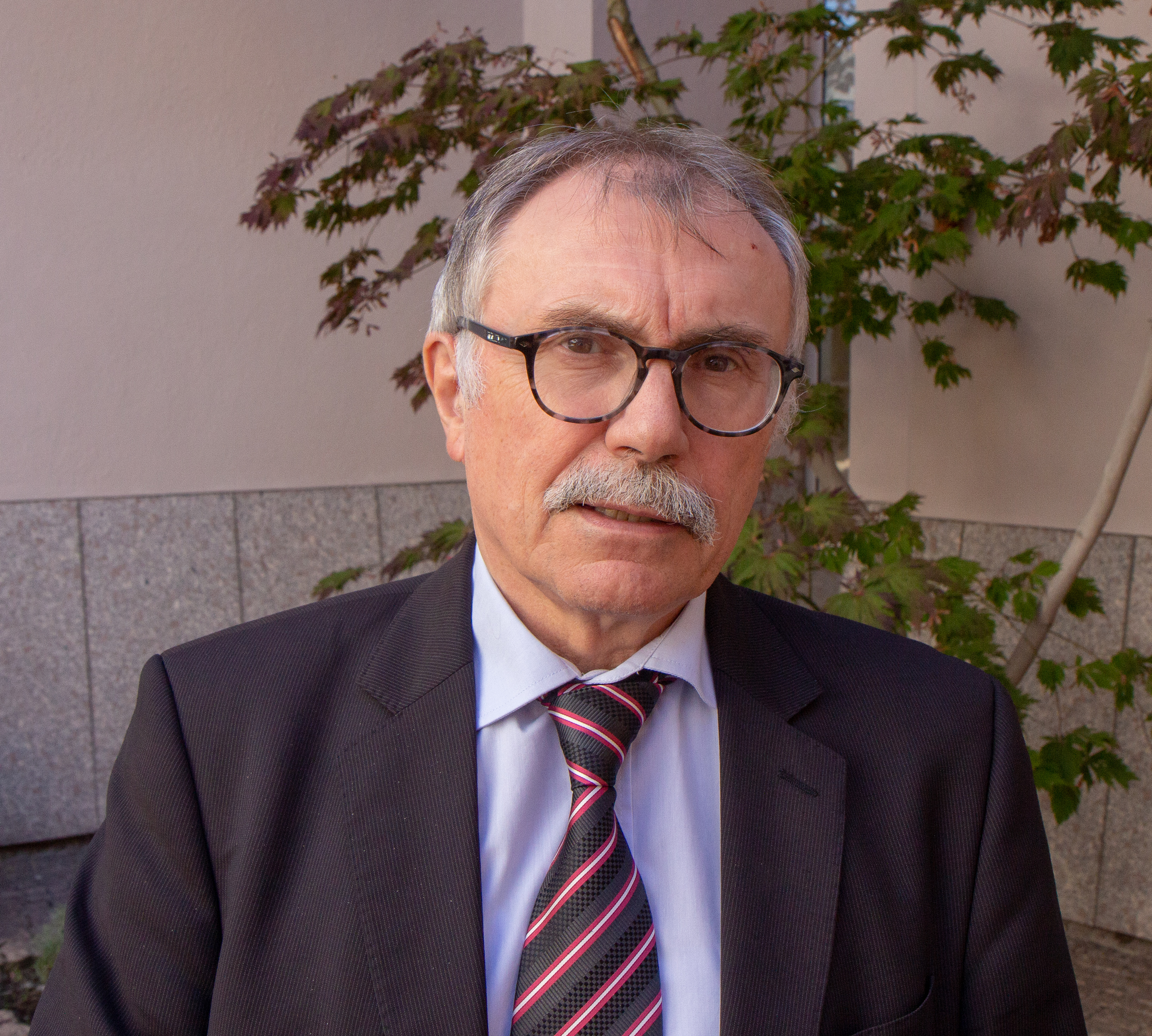
Ernst Jürgen Borchert (2018)

Ernst Jürgen Borchert (* 1949 in Gießen, vielfach auch bekannt als Jürgen Borchert) ist ein deutscher Sozialrichter und Politikberater. Er war bis Dezember 2014 Vorsitzender Richter des 6. Senats des Hessischen Landessozialgerichts in Darmstadt.

## Leben
Borchert studierte Jura, Soziologie und Politologie in Freiburg, Genf und Berlin. Er legte 1974 und 1978 sein 1. und 2. Staatsexamen ab und promovierte 1981. In seiner Dissertation entwickelte er Leitlinien für ein familiengerechtes Rentensystem.
Von 1978 bis 1983 arbeitete er als wissenschaftlicher Assistent am Lehrstuhl für Arbeits- und Sozialrecht des Fachbereichs Rechtswissenschaft an der Freien Universität Berlin und am Fachbereich Informatik der Universität Bremen. Nach seiner 1980 erfolgten Zulassung als Rechtsanwalt nahm er 1983 eine Stellung in der hessischen Sozialgerichtsbarkeit an und wurde 1986 Richter am Hessischen Landessozialgericht. Er führte unter anderem für den Bundestagsausschuss für Arbeit und Sozialordnung, für die Bundestagsfraktion der Grünen sowie für die Mittelstandsvereinigung der CDU/CSU Lehraufträge durch. Borchert ist Gründungsmitglied der Neuen Richtervereinigung.
2002 erarbeitete er für den damaligen Ministerpräsidenten von Hessen, Roland Koch, ein familienpolitisches Konzept. In seinem „Wiesbadener Entwurf“ von 2002 kritisierte Borchert, dass Lasten und Nutzen bezüglich der Kinder ungleich verteilt seien. Es finde eine Privatisierung der Kinderlasten statt bei einer gleichzeitigen Sozialisierung des Nutzens, der durch Kinder entsteht. Das belaste Gering- und Durchschnittsverdienerfamilien unverhältnismäßig stark. Borchert ist einer der Autoren des Kinderreport 2007.
Borchert war an drei die Familienpolitik maßgeblich prägenden Urteilen beteiligt. In den mündlichen Verhandlungen zum „Trümmerfrauenurteil“ 1992 und „Pflegeurteil“ 2001 wurde er vom Bundesverfassungsgericht als Sachverständiger gehört. Im Herbst 2008 rief der 6. Senat des hessischen Landessozialgerichts, dessen Vorsitzender Richter Borchert ist, das Bundesverfassungsgericht wegen verfassungsrechtlicher Bedenken zur Überprüfung der Hartz-IV-Regelsätze an. Damit stellte sich der 6. Senat gegen die damals absolut herrschende Meinung, die insbesondere vom 1. Senat des Bundessozialgerichts, dem der damalige Präsident des Bundessozialgerichts vorstand, im Urteil B 1 KR 10/07 R vom 22. April 2008 vertreten wurde, der Gesetzgeber habe „an fundierte, methodisch durch die Rechtsprechung abgesicherte Werte angeknüpft, um den verfassungsrechtlichen Anforderungen mit Sicherheit zu genügen“. Das Bundesverfassungsgericht folgte 2010 der hessischen Vorlage. Die von ihm angestrebte Erhöhung bis zu einer den soziokulturellen Existenzbedarf deckenden Höhe, wurde aber nicht erreicht, da der Gesetzgeber die Berechnungsgrundlage anpasste, eine den Anforderungen nicht gerecht werdende statistische Auswertung verwandte und statistisch belegte Bedarfe grundlos reduzierte. Mit Urteil 1 BvL 10/12 vom 23. Juli 2014 hat das Bundesverfassungsgericht dies für verfassungsgemäß erklärt, da durch Stichproben ermittelte Daten vom Gesetzgeber durch selbst erdachte ersetzt werden dürfen (Rd.-Nr. 105) und hat eine Ewigkeitsgarantie für jegliche Nachfolgeregelungen abgegeben (Rd.-Nr. 149). Dies gilt weiterhin und laut Borchert wird damit die Menschenwürde fiskalischen Argumenten untergeordnet.
Borchert hat mehrere Veröffentlichungen zur Familienpolitik und zur Reform des Sozialstaats verfasst. Er sieht vor allem durch die Rentenreform von 1957 und den damit verbundenen Generationenvertrag einen Bedarf zur Reform, insbesondere für die Rentenversicherung und die Pflegeversicherung.
Nach Borcherts Auffassung findet eine Transferausbeutung von Familien statt, die behoben und durch eine Gleichbehandlung im Abgabesystem ersetzt werden müsse. Borchert plädiert für den Abzug des Unterhalts der Kinder von der Bemessungsgrundlage in der Sozialversicherung, die Rückzahlung der indirekten Steuerbelastung beim Kindesunterhalt durch eine Form des Kindergeldes sowie eine Berücksichtigung der Kinder bei der Einkommensteuer mit den Durchschnittskosten anstatt mit dem Existenzminimum.
Borchert hat auf Bundes- wie Landesebene mehrere Parteien – die SPD, die Grünen, CDU, CSU, FDP und Die Linke – politisch beraten. Er wurde am 22. November 2010 vor dem Bundestagsausschuss für Arbeit und Soziales in der 41. Sitzung, unter anderen in der öffentlichen Anhörung zu einem Gesetzentwurf der CDU/CSU und FDP zur Ermittlung von Regelbedarfen (sogenannte „Hartz-4-Gesetze“) als Sachverständiger gehört. Borchert war im März 2013 zusammen mit dem Deutschen Familienbund Baden-Württemberg und dem Deutschen Familienverband Organisator einer Fachtagung zum Thema Beitragsgerechtigkeit für Familien in der gesetzlichen Pflege-, Renten- und Krankenversicherung. Am 31. Januar 2015 war er Gastredner beim AfD-Parteitag in Bremen.
Jürgen Borchert setzt sich außerdem für das vom Verein Familien e. V. gegründete Familiennetzwerk ein, einen familienpolitischen, partei- und konfessionsübergreifenden Interessenverband, der sich gegen außerfamiliäre Kinderbetreuung und die finanzielle Benachteiligung von Eltern gegenüber Kinderlosen engagiert. Borchert ist Mitglied im Deutschen Familienverband (DFV) und im Wissenschaftlichen Beirat von Attac. Er unterstützt die Aktion Elternklagen des DFV.

## Ehrung
Borchert erhielt im Mai 2011 den Regine-Hildebrandt-Preis für Solidarität. Im Mai 2014 erhielt er die Silberne Verdienstmedaille des Deutschen Familienverbandes.

## Schriften
Monografien
- Die Berücksichtigung familiärer Kindererziehung im Recht der gesetzlichen Rentenversicherung: Ein Beitrag zur Rentenreform. Duncker & Humblot, 1981, ISBN 3-428-04887-3.
- Innenweltzerstörung. Sozialreform in die Katastrophe. Fischer Taschenbuch, 1991, ISBN 3-596-24296-7.
- Renten vor dem Absturz. Ist der Sozialstaat am Ende? Fischer Taschenbuch, 1993, ISBN 3-596-11624-4.
- Die Zusammenarbeit des Ministeriums für Staatssicherheit (MfS) mit dem sowjetischen KGB in den 70er und 80er Jahren (= Diktatur und Widerstand. Band 13). Lit Verlag, Berlin 2006, ISBN 3-8258-9812-1.
- Sozialstaatsdämmerung. Riemann Verlag, München 2013, ISBN 978-3-570-50160-3.

Artikel
- Jürgen Borchert: Nach dem Pflegeurteil. Eine familienpolitische Strukturreform der Sozialversicherung ist unausweichlich (PDF; 123 kB). Die politische Meinung 380/01, Juli 2001, S. 63–67.
- Jürgen Borchert: Wozu noch Familie? In: Die Zeit 03/2002.